# Такидзе, Дареджан Сабаевна
Дареджан Сабаевна Такидзе (1921 год, село Натанеби, Гурийский уезд, ССР Грузия) — звеньевая колхоза имени Берия Махарадзевского района, Грузинская ССР. Герой Социалистического Труда (1948). Депутат Верховного Совета Грузинской ССР 3 — 5 созывов.

## Биография
Родилась в 1931 году в крестьянской семье в селе Натанеби Гурийского уезда (сегодня — Озургетский муниципалитет). После окончания местной школы трудилась рядовой колхозницей на чайной плантации колхоза имени Берия Махарадзевского района (с 1953 года — колхоз имени Ленина Махарадзевского района), председателем которого был Василий Виссарионович Джабуа. В 1945 году вступила в ВКП(б). В послевоенное время возглавляла чаеводческое звено.
В 1947 году звено под её руководством собрало 15720 килограмма сортового зелёного чайного листа на участке площадью 4 гектара. Указом Президиума Верховного Совета СССР от 21 февраля 1948 года удостоена звания Героя Социалистического Труда за «получение в 1947 году высокого урожая сортового чайного листа и табака» с вручением ордена Ленина и золотой медали «Серп и Молот» (№ 840).
За выдающиеся трудовые достижения по итогам 1950 года была награждена вторым Орденом Ленина. В последующем возглавляла чаеводческую бригаду в объединённом колхозе имени Ленина Махарадзевского района. По итогам Семилетки (1959—1965) и Восьмой пятилетки (1965—1970) награждалась в 1966 году Орденом «Знак Почёта» и в 1971 году — Орденом Октябрьской Революции.
Избиралась депутатом Верховного Совета Грузинской ССР 3 — 5 созывов (1951—1963) и в 1956 году — делегатом XX съезда КПСС.
Проживала в родном селе Натанеби Махарадзевского района.
Награды
- Герой Социалистического Труда
- Орден Ленина — дважды (1948; 23.07.1951)
- Орден «Знак Почёта» (02.04.1966)
- Орден Октябрьской Революции (08.04.1971)